# Kiesgrube Stettbach
Die Kiesgrube Stettbach ist ein Naturschutzgebiet in Dübendorf, Kanton Zürich, Schweiz. Es liegt zwischen dem alten Weiler Stettbach und dem Siedlungsrand von Schwamendingen am nordöstlichen Stadtrand von Zürich. Die kleine Kiesgrube ist Lebensraum seltener Amphibien und ist von einem Waldstück umgeben – zusammen ein Schutzgebiet von etwa drei Hektar.

## Geschichte

Luftaufnahme von Schwamendingen aus dem Jahr 1947 mit der Kiesgrube links unten

Der Hügel Böszelg wurde vom Kanton in der ersten Hälfte des 20. Jahrhunderts als Kiesgrube genutzt. Abgebaut wurde Schotter, der unter einem Moränenhügel zu Tage tritt.
Das Areal war Ende 1963 stark überwuchert und vermüllt. Modellflieger säuberten das Gelände und erstellten ein Flugfeld: Sie betonierten eine kreisrunde Piste für Fesselflieger. Aber noch in den 1960er Jahren gaben sie die Kiesgrube wieder auf.
Etwas mehr als ein Jahrzehnt später wurde die Kiesgrube unter Schutz gestellt.

## Lage

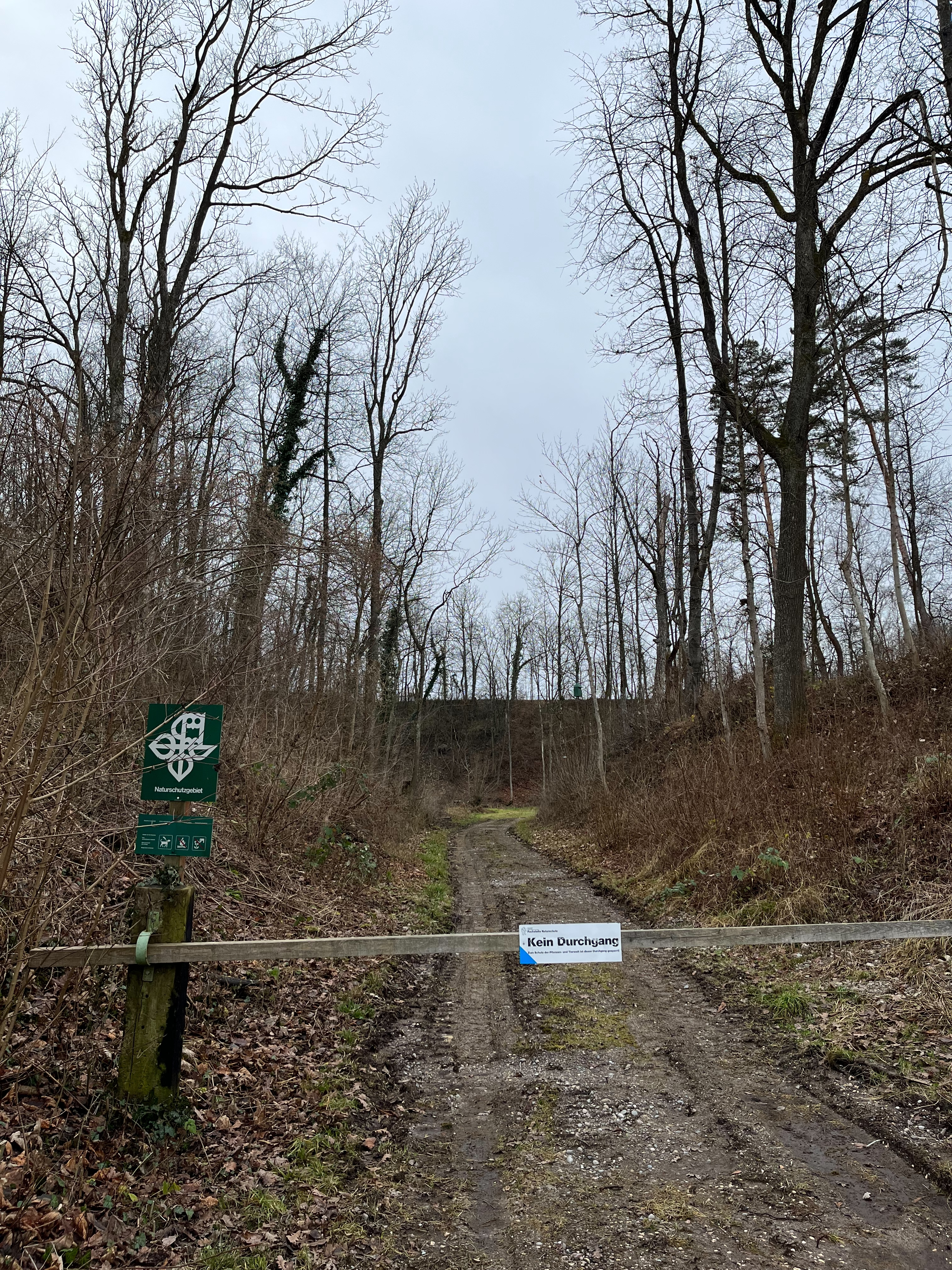
Eingang in die ehemalige Grube

Die Kiesgrube liegt in der Nordostflanke des rund 30 Meter hohen Moränenhügels Böszelg (476 m), der den Weiler Stettbach im Südosten von Schwamendingen im Norden trennt. Im Osten besteht zwischen den Hügeln ein schmaler Ausgang aus der Kiesgrube zum Bahnhof Stettbach.
Die Grube ist am oberen Rand etwas mehr als 100 Meter lang. Am Boden haben sich mehrere Tümpel gebildet. Umgeben ist die Kiesgrube heute von einem Waldstreifen, der sich nach Osten noch etwas dem Hügel entlangzieht.
Der Hügel wird östlich vom Sagentobelbach umflossen – das Sagentobel an den Hängen von Zürich- und Adlisberg ein wenig südlich ist ebenfalls ein Schutzgebiet.

## Schutzstatus

### «Kiesgrubenareals bei Stettbach» im Natur- und Landschaftsschutzinventar 1980
Die Kiesgrube und der umgebende Wald wurden 1980 als Feuchtgebiet von regionaler Bedeutung in das kantonale «Inventar der Natur- und Landschaftsschutzobjekte von überkommunaler Bedeutung» aufgenommen, um einen für Kleintiere wertvollen Standort zu erhalten. Die Beschreibung des Eintrags unter der Bezeichnung «Kiesgrubenareal bei Stettbach» lautete:

«Ruderalfläche mit Bäumen und Büschen. Tümpel und Weiher. Das Gelände bietet durch seine topographische Vielfalt eine grosse Anzahl Kleinbiotope, besonders für Insekten und andere Wirbellose. Es ist überdies einer der reichsten Amphibienstandorte der Gegend.»

Besonders häufig waren Grasfrösche. Zudem gab es Bergmolche. Die Kiesgrube – damals wurden 1,8 Hektar ausgewiesen – stellte den einzigen Lebensraum in der Gemeinde Dübendorf von Kreuzkröten, Unken und Fadenmolchen dar.

### «Kiesgrube Stettbach» – Schutzverordnung
Basierend auf dem Bundesgesetz über den Natur- und Heimatschutz und dem kantonalen Planungs- und Baugesetz erliess der Kanton 1995 eine Verordnung über den «Schutz von Natur- und Landschaftsschutzgebieten mit überkommunaler Bedeutung in der Gemeinde Dübendorf». Neben dem Glattufer oberhalb von Dübendorf wurde darin auch die Kiesgrube unter Schutz gestellt. Das Schutzgebiet wurde ein wenig erweitert mit dem umgebenden Wald und einem Landstreifen im Osten. Wiederum ging es um die Erhaltung von Lebensräumen seltener Tier- und Pflanzenarten.

### «Böszelg» – Waldstandort von naturkundlicher Bedeutung
Mit der Schaffung des Inventars von Waldstandorten von naturkundlicher Bedeutung wurde der Wald rund um die Kiesgrube unter dem Namen Böszelg (Objekt-Nr. 191.02; WNB ID 721 und 723) als „naturkundlich bedeutsam“ qualifiziert. Der Waldstandorte von naturkundlicher Bedeutung hat eine Fläche von 1,26 Hektar. Es gehe um den Schutz und die „langfristige Erhaltung standortgemässer Waldgesellschaften – schutzwürdiger Waldformen und -typen sowie stufig aufgebauter Waldränder“ (GIS-Browser).

## Landschaftspflege und Rezeption

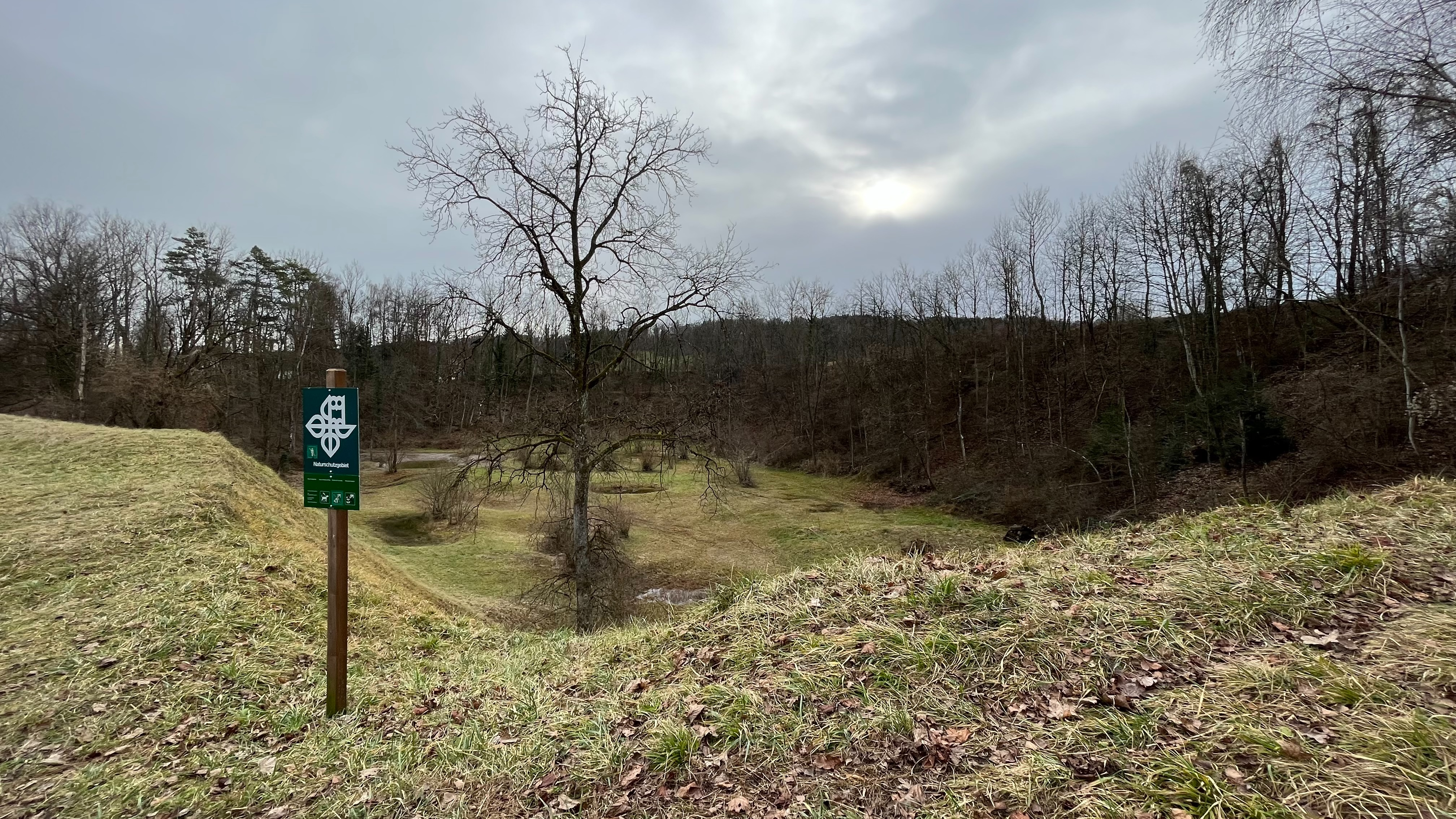
Am Rand der Kiesgrube

Das Naturschutzgebiet ist nicht öffentlich zugänglich. Im Norden des Areals führt ein Spazierweg entlang. Westlich anschliessend finden sich auf dem Stadtzürcher Teil des Böszelg-Hügels Picknicktische.
Der Ornithologische Verein Schwamendingen kümmert sich um die Pflege der Kiesgrube.
In Petra Ivanovs Lokalkrimi «Tiefe Narben» findet die Polizei einen Toten in der Kiesgrube Stettbach.